# Министерство национальной обороны Республики Корея
Министерство национальной обороны Республики Корея (кор. 대한민국 국방부?, 國防部?) — министерство Правительства Республики Корея, отвечающее за все вопросы, связанные с обороной страны.

## История
11 ноября 2017 года был арестован бывший министр обороны Ким Гван Чжин, обвиняемый в использовании подразделения кибербезопасности для подрыва имиджа оппозиции.
Летом 2017 года новым министром национальной обороны Республики Корея был назначен Сон Ён Му. Новый министр обещал сократить численность вооружённых сил страны приблизительно на 130 тысяч.
В марте 2024 года министерство национальной обороны Республики Корея заявило о намерении поставить на вооружение тактические ракеты класса «земля-земля» (KTSSM-I), способные поражать подземные объекты противника на фоне растущей ракетно-ядерной угрозы со стороны КНДР. Дальность стрельбы составляет 180 км при калибре 400 мм.
6 сентября 2024 года министром национальной обороны был назначен Ким Ён Хён, старшеклассник президента Юн Сок Ёля. Поздним вечером 3 декабря того же года последний ввёл военное положение в стране, однако уже ранним утром 4 декабря был вынужден отменить его. В результате этих событий Ким Ён Хён подал в отставку, после чего против него было начато полицейское расследование. 5 декабря новым министром обороны был назначен посол в Саудовской Аравии Чхве Бён Хёк.